# Фреи, Оскар
О́скар Фре́и (венг. Frey Oszkár; 22 апреля 1953, Будапешт) — венгерский гребец-каноист, выступал за сборную Венгрии во второй половине 1970-х годов. Дважды бронзовый призёр летних Олимпийских игр в Монреале, чемпион мира, победитель многих регат национального и международного значения.

## Биография
Оскар Фреи родился 22 апреля 1953 года в Будапеште. Активно заниматься греблей начал в раннем детстве, проходил подготовку в столичном спортивном клубе «Будапешт Хонвед».
Первого серьёзного успеха на взрослом международном уровне добился в 1975 году, когда попал в основной состав венгерской национальной сборной и побывал на чемпионате мира в югославском Белграде, откуда привёз награду серебряного достоинства, выигранную в зачёте двухместных каноэ на дистанции 10000 метров. Благодаря череде удачных выступлений удостоился права защищать честь страны на летних Олимпийских играх 1976 года в Монреале — в каноэ-двойках вместе с напарником Тамашом Будаи завоевал бронзовые медали на пятистах и тысяче метрах.
В 1977 году Будаи выступил на чемпионате мира в болгарской Софии, где стал серебряным призёром в двойках на тысяче метрах. В следующем сезоне на мировом первенстве в Белграде в той же дисциплине обогнал всех соперников и завоевал тем самым золотую медаль. Затем на мировом чемпионате в немецком Дуйсбурге добавил в послужной список серебро в двойках на тысяче метрах. Будучи одним из лидеров гребной команды Венгрии, благополучно прошёл квалификацию на Олимпийские игры 1980 года в Москве — на сей раз, тем не менее, попасть в число призёров не смог, в паре с тем же Тамашом Будаи показал в финале километровой программы восьмой результат. Вскоре по окончании этих соревнований принял решение завершить спортивную карьеру, уступив место в сборной молодым венгерским гребцам.